# Pokalturneringen i ishockey 1992-93
Pokalturneringen i ishockey 1992-93 var den fjerde udgave af den danske pokalturnering i ishockey for mandlige klubhold. Turneringen blev arrangeret af Danmarks Ishockey Union og afviklet under navnet Scandic Cup.
Turneringen blev vundet af de forsvarende pokalmestre, Esbjerg Ishockey Klub, som i finalen i Brøndby Hallen besejrede Rødovre Skøjte & Ishockey Klub med 7-3 i en kamp, hvor Erik B. Andersen scorede to mål for sejrsherrerne. Esbjerg IK vandt dermed pokaltitlen for anden sæson i træk og tredje gang i alt. Vestjyderne måtte ellers stille op i svækket opstilling til pokalfinalen, fordi Anatolij Tjistjakov og Kristian Bjerrum var blevet idømt karantæne efter deltagelse i et slagsmål i slutningen af semifinalen mod Herning Ishockey Klub.
Esbjerg IK's Erik Lodberg blev kåret som pokalfinalens pokalfighter og modtog derfor en præmie på 2.000 kr.

## Resultater

### Ottededelsfinaler
| Dato          | Kl.   | Kamp              | Res. | Perioder      | Tilsk. |
| ------------- | ----- | ----------------- | ---- | ------------- | ------ |
| 18. september | 19:00 | KSF - Gladsaxe SF | 4–11 |               |        |
| 23. september |       | Hvidovre IK - HIK | 3–2  | 1-1, 2-1, 0-0 |        |

### Kvartfinaler
| Dato          | Kl.   | Kamp                          | Res. | Perioder | Tilsk. |
| ------------- | ----- | ----------------------------- | ---- | -------- | ------ |
| 28. september |       | AaB - Esbjerg IK              | 7–8  |          |        |
| 28. september |       | Frederikshavn IK - Herning IK | 4–9  |          |        |
| 30. september | 19:00 | Rungsted IK - Gladsaxe SF     | ?–?  |          |        |
| 30. september | 19:00 | Hvidovre IK - Rødovre SIK     | ?–?  |          |        |

### Semifinaler
Semifinalerne blev spillet over to kampe, hvor den samlede score afgjorde det to opgør.
Det første mellem to sjællandske rivaler vandt Rødovre SIK med en samlet score på 9-5 over Rungsted IK. Rødovre vandt det første opgør i Hørsholm med 6-3 og slog den samlede sejr fast ved at vinde returkampen på hjemmebane med 3-2.
| Dato | Kl.   | Kamp                      | Res. | Perioder      | Tilsk. |
| --- | ----- | ------------------------- | ---- | ------------- | ------ |
| 12. november | ?     | Rungsted IK - Rødovre SIK | 3–6  | 1-2, 1-2, 1-2 | 1.760  |
| Mål 0-1 Leonid Truhno 0-2 Valerij Bragin 1-2 Steve Graves 1-3 Leonid Truhno 1-4 Allan Sørensen 2-4 Henrik Toft 2-5 Leonid Ttuhno 2-6 Peter Ungermann 3-6 Johnny Klintrup Udvisninger Rungsted IK: 4 × 2 minutter. Rødovre SIK: 1 × 5 og 6 × 2 minutter. |       |                           |      |               |        |
| 15. november | 13:30 | Rødovre SIK - Rungsted IK | 3–2  | 1-0, 1-1, 1-1 | 1.770  |
| Mål 1-0 Michael Widenborg 1-1 Steve Graves 2-1 Leonid Truhno 2-2 Steve Graves 3-2 Michael Widenborg |       |                           |      |               |        |

Den anden semifinale var det vestjyske opgør mellem Herning IK og Esbjerg IK, hvoraf sidstnævnte kvalificerede sig til finalen med en samlet sejr på 8-5. Esbjerg vandt den første kamp på hjemmebane med 4-1, og så var det tilstrækkeligt med uafgjort i returkampen i Herning, der kulminerede med et masseslagsmål syv minutter før tid, der kostede matchstraf til de tre Herning-spillere Erik Pedersen, Karsten Arvidsen og Henning Ludvigsen samt Esbjerg-spillerne Kristian Bjerrum og Anatolij Tjistjakov, der dermed gik glip af finalen på grund af karantæne.
| Dato | Kl.   | Kamp                    | Res. | Perioder      | Tilsk. |
| --- | ----- | ----------------------- | ---- | ------------- | ------ |
| 15. december | 19:00 | Esbjerg IK - Herning IK | 4–1  | 2-1, 0-0, 2-0 | 3.671  |
| Mål 0-1 Karsten Arvidsen 1-1 Erik Lodberg 2-1 Oleg Starkov 3-1 Søren Jensen 4-1 Thomas Bjerrum Udvisninger Esbjerg IK: 6 × 2 minutter. Herning IK: 9 × 2 minutter.                                                                      |       |                         |      |               |        |
| 30. december | 19:00 | Herning IK - Esbjerg IK | 4–4  | 1-1, 3-1, 0-2 | 3.446  |
| Mål 1-0 Todd Bjorkstrand 1-1 Anatolij Tjistjakov 1-2 Thomas Bjerrum 2-2 Dan Jensen 3-2 Dan Jensen 4-2 Mogens Jørgensen 4-3 Lars Bjerrum 4-4 Erik Lodberg Udvisninger Herning IK: 10 × 2 minutter. Esbjerg IK: 9 × 2 og 2 × 10 minutter. |       |                         |      |               |        |

### Finale
Finalen blev spillet den 7. januar i Brøndby Hallen.
| Dato | Kl.   | Kamp                     | Res. | Perioder      | Tilsk. |
| --- | ----- | ------------------------ | ---- | ------------- | ------ |
| 7. januar | 19:00 | Rødovre SIK - Esbjerg IK | 3–7  | 2-3, 0-2, 1-2 | 4.000  |
| Mål 1-0 Peter Ungermann (01:39) 1-1 Keld Frederiksen (09:57) 2-1 Jannik Stæhr 2-2 Thomas Kjøgx (11:07) 2-3 Erik B. Andersen (12:56) 2-4 Erik Lodberg (35:30) 2-5 Kenneth Peters (37:12) 2-6 Erik B. Andersen 2-7 Lars Bjerrum 3-7 Valerij Bragin (59:54) Udvisninger Rødovre SIK: ? × 2 minutter. Esbjerg IK: ? × 2 minutter. |       |                          |      |               |        |